# Hernando de Talavera
Fray Hernando de Talavera, OSH (Talavera de la Reina u Oropesa, provincia de Toledo, 1428 - Granada, 14 de mayo de 1507) fue un monje de la Orden de San Jerónimo, prior del Monasterio de Nuestra Señora del Prado en Valladolid, obispo de Ávila (1485) y arzobispo de Granada (1492), confesor y consejero de Isabel la Católica (1475). También escribió algunas obras, como ¿Por qué creer en Dios? porque Dios lo manda.

## Biografía

### Primeros años
Nació en una familia judeoconversa, si se han de creer las denuncias que se hicieron contra él a la Inquisición cuando ya era primer arzobispo de Granada. Probablemente, era hijo de García Álvarez de Toledo y Ayala y de una hebrea del arrabal de Oropesa. Por eso los primeros cronistas lo llaman "Fray Hernando de Oropesa". Por otro lado, la tradición designa una casa concreta de Talavera como su lugar de nacimiento, provista de una lápida con una inscripción: 

En esta casa nació D. Fr. Hernando de Talavera Prior del Monasterio de Prado obispo de Ávila, primer arzobispo de Granada y examinador de los proyectos de Cristóbal Colón. La patria a su hijo ilustre año 1892 en los días del cuarto centenario del descubrimiento de América.

### Formación
Estudió Teología en la Universidad de Salamanca y ahí fue profesor de Filosofía Moral. En agosto de 1466 ingresó en la Orden de San Jerónimo en el monasterio de San Leonardo de Alba de Tormes. Cuatro años después fue nombrado prior del Monasterio de Nuestra Señora del Prado en Valladolid, y allí permaneció dieciséis años.

### Confesor
Fue confesor de la reina Isabel I de Castilla desde antes de llegar esta al trono (1474). En 1479 fue el encargado de supervisar que los votos de Juana la Beltraneja, hija de Enrique IV de Castilla, fueran hechos correctamente, para que no pudiesen ser revocados y reavivar así la guerra civil que había llevado a Isabel a ser reina. En 1480 actuó como árbitro en la reducción de las rentas de la nobleza y para conseguir fondos para la guerra de Granada.
Se opuso a la creación de la Santa Inquisición, por lo que fue a predicar a Sevilla con la idea de evitar medidas más duras contra una población que había sido convertida al cristianismo. Tras la llegada de los inquisidores, incluso llegó a denunciar los abusos de estos.

## Episcopado

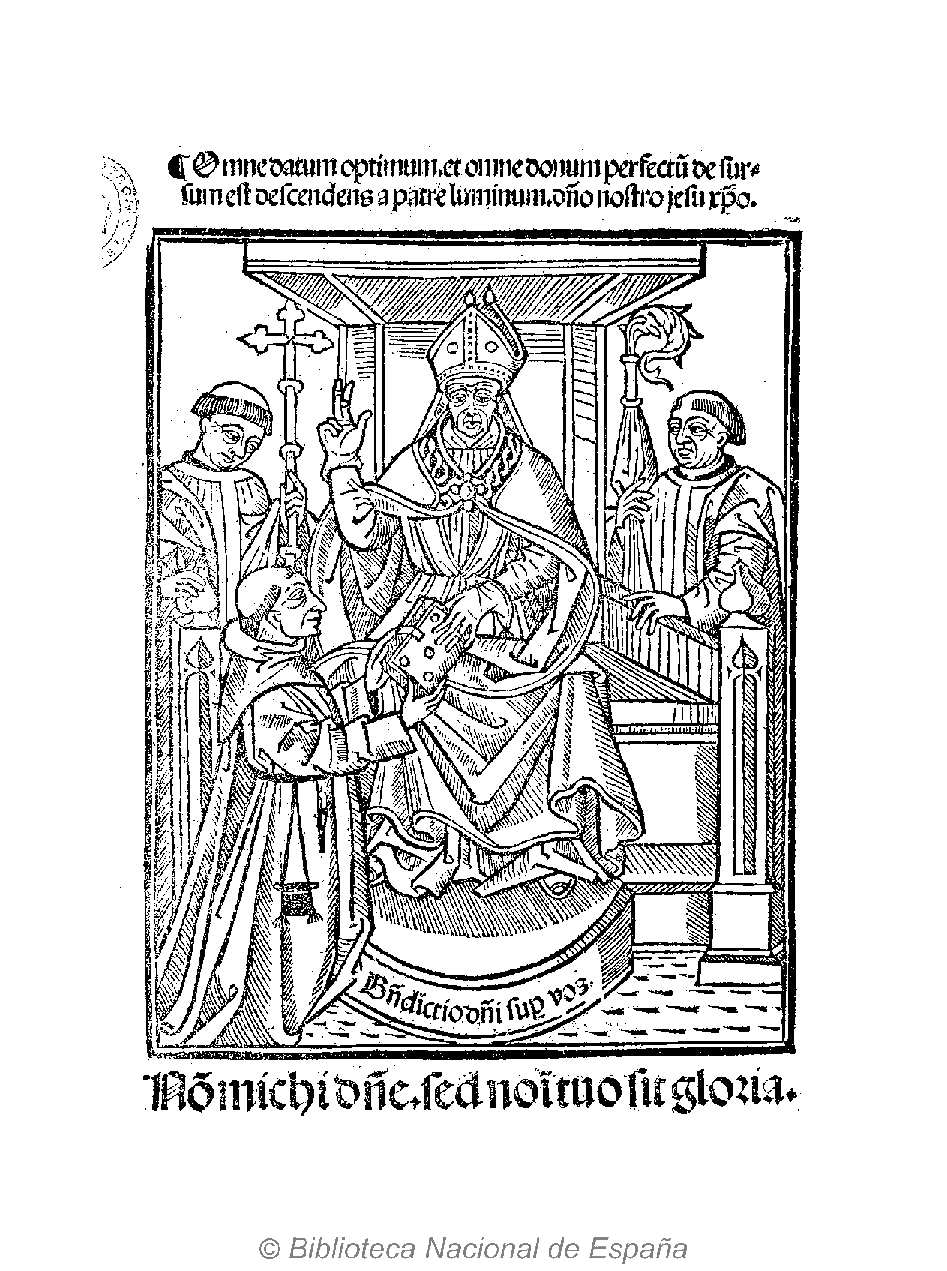
El arzobispo de Granada, fray Hernando de Talavera, recibiendo un ejemplar del Vocabulista arabigo de su autor fray Pedro de Alcalá. Grabado xilográfico al verso de la portada del Vocabulista aravigo en letra castellana, Granada, 1505 (Biblioteca Nacional de España, R/2158).

Fue nombrado administrador apostólico de la diócesis de Salamanca (1483-1485), sustituyendo al obispo Diego Meléndez de Valdés, que residía en Roma, y en 1486 es nombrado obispo de Ávila. Tras la conquista de Granada en 1492, ejerció como administrador apostólico de ese reino hasta que en enero de 1493 recibió la bula que lo nombraba en 1493 primer arzobispo de Granada. Allí procedió a aplicar a la población musulmana una política de conversión muy suave, evitando amenazas y coacciones. De hecho, impidió que la Inquisición se estableciera en Granada. Aprendió árabe y se ganó la consideración de los musulmanes, que lo apodaron alfaquí santo. Su interés en predicar a los musulmanes en su propia lengua produjo el primer diccionario español-arábigo, el Vocabulista arábigo en letra castellana de fray Pedro de Alcalá, editado en Granada en 1505.
Sin embargo, esta política de mano blanda tuvo un éxito bastante limitado, ganándole reproches, de forma que en 1499 el cardenal Cisneros ordenó emplear métodos más enérgicos y forzar las conversiones, lo que condujo a la rebelión de musulmanes y moriscos.
En 1505, un año después de la muerte de la reina Isabel, su protectora, el inquisidor de Córdoba, Lucero, mandó apresar a amigos y familiares de fray Hernando y preparó su proceso por herejía y apostasía de la fe, debido a su actitud contraria a la Inquisición. Desde Roma, el papa Julio II  lo defendió y Cisneros puso en libertad a sus parientes en 1507. Ese mismo año, muere fray Hernando de Talavera.
Parece haber sido un hombre riguroso y austero, interesado en la verdadera espiritualidad. Su carácter austero lo llevó, por ejemplo, a criticar a la reina por los adornos, bailes y corridas de toros celebradas en honor de una delegación francesa en 1493, firmantes del llamado Tratado de Barcelona (1493) entre Francia y España.

## Obras

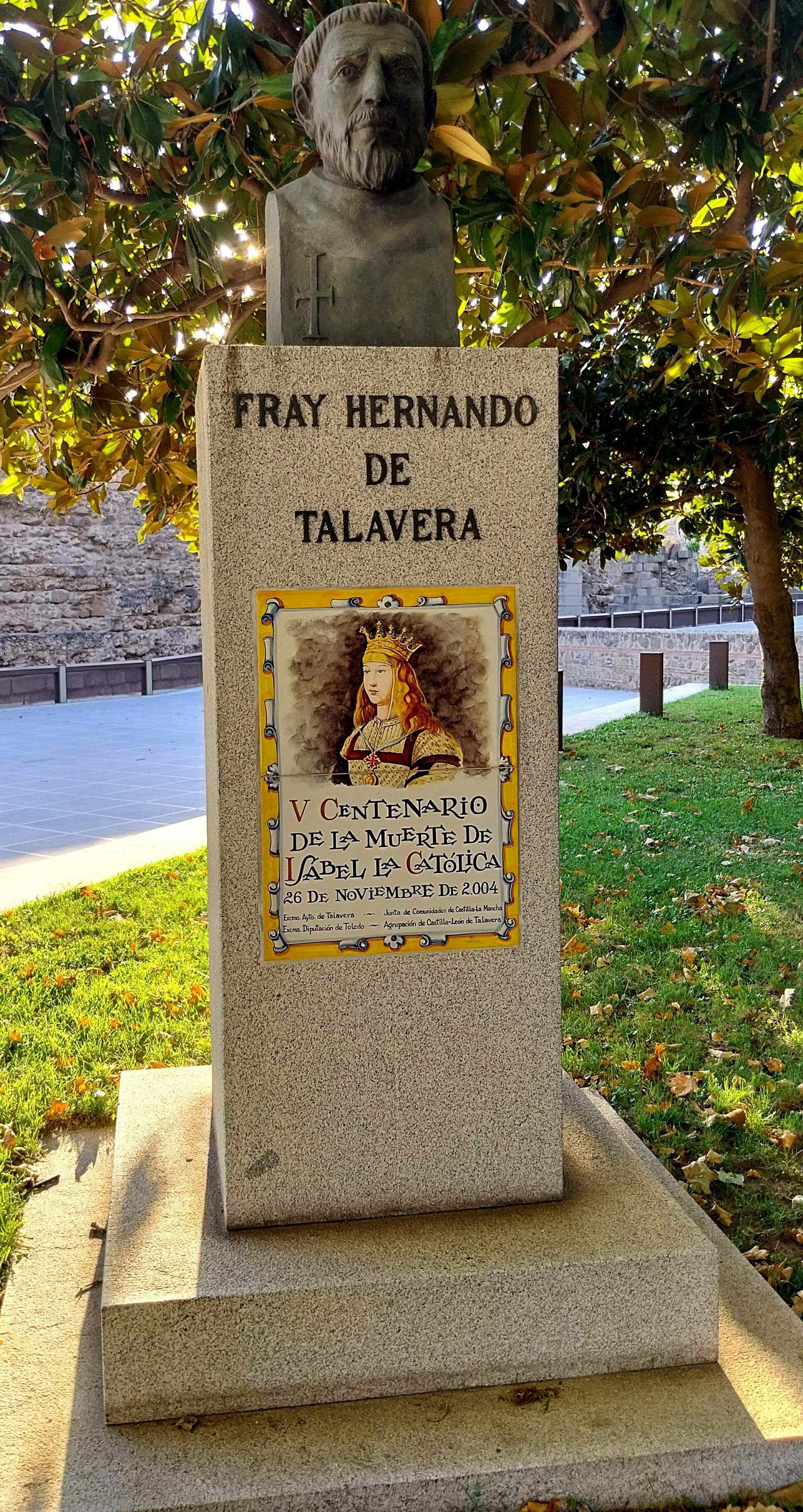
Monumento a Fray Hernando en su Talavera de la Reina natal

Su obra escrita se centra en temas ascéticos y morales; habida cuenta de su misión de catequizar a judeoconversos, moriscos y musulmanes, se esfuerza en enseñar la doctrina cristiana de forma práctica, como por ejemplo a los niños en su Breve doctrina y enseñanza que ha de saber y poner en obra todo cristiano y cristiana. En la cual deben de ser enseñados los moçuelos primero que en otra cosa de 1496, editada en Granada en un incunable con varios de sus tratados impreso por Meinardo Ungut y Juan Pegnitzer, editores que el mismo Talavera había llevado a Granada para promocionar el arte tipográfico. Es un breve impreso que se abre con un breve texto sobre la señal de la cruz, las oraciones clásicas: Credo, Kyrie Eleison, Pater Noster, Avemaría, Salve, Protestación de la Fe y Ángel de la Guarda y una serie de reglas de conducta a observar en la iglesia durante los actos y oficios religiosos, la explicación de los sacramentos y los mandamientos de la ley de Dios, de la Iglesia, las obras de misericordia y los pecados capitales. Se cierra con las obligaciones del ayuno, los diezmos y los votos y finalmente, con la Confesión general.
Es célebre su Tratado sobre la demasía en vestir y calzar, comer y beber redactado en 1477 e impreso en forma de compendio entre otras obras suyas en un incunable granadino de alrededor de 1496. Se trata de un tratado sobre las prácticas de la época que a su entender son pecaminosas y donde ridiculiza con gracejo la coquetería femenina y diversas costumbres, con motivo de un decreto de excomunión en Valladolid contra las mujeres que se vistiesen con gorguera y caderas anchas y contra los hombres que llevasen camisones con cabezones labrados. El escándalo que provocó el edicto ante la supuesta extralimitación de la Iglesia motivó la defensa de fray Hernando de Talavera adoptando el formato de un tratado de moral, ya que la conducta es examinada bajo el prisma de los mandamientos, los pecados capitales, los sacramentos, la vida de los profetas, los padres de la Iglesia, los Apóstoles, algunos santos, etc. Otras obras suyas son:
- Católica impugnación
- De cómo han de vivir las monjas de San Bernardo en su monasterio de Ávila
- Muy provechoso tratado contra el murmurar y decir mal de otro en su absencia...
- Provechoso tratado de cómo debemos haber cuidado de espender muy bien el tiempo, y en qué manera lo habemos de espender para que no se pierda momento

Además, en su calidad de testigo presencial del acontecimiento (el día dos de enero de 1492), y como arzobispo de Granada, compuso el oficio y la misa In festo deditionis nominatissimae urbis Granatae ("En la fiesta de la entrega de la famosísima ciudad de Granada"), que durante siglos se utilizó en las iglesias granadinas para conmemorar la rendición del último rey nazarí.

## Sucesión
| Predecesor: Pedro González de Mendoza        | Confesor de la reina Isabel I de Castilla 1475 - 1492            | Sucesor: Francisco Jiménez de Cisneros  |
| Predecesor: Diego Meléndez de Valdés         | Administrador Apostólico de la Diócesis de Salamanca 1483 - 1485 | Sucesor: Pedro Díaz de Toledo y Ovalle  |
| Predecesor: Alfonso Ulloa de Fonseca Quijada | Obispo de Ávila 1486 - 1493                                      | Sucesor: Francisco Sánchez de la Fuente |
| Predecesor: Ninguno                          | Arzobispo de Granada 1492 - 1507                                 | Sucesor: Antonio de Rojas Manrique      |